# آی‌پد ایر (نسل ششم)
آی‌پد ایر (نسل ششم) (به انگلیسی: iPad Air (6th generation)) نسل ششم از مجموعه آی‌پدهای سری ایر می‌باشد که به تبلت رایانه‌ای ساخته شده توسط شرکت اپل شناخته می‌شود. آی‌پدهای ایر نسل ششم در کنفرانس اپل ایونت رونمایی شدند که قابلیت وصل بر اپل پنسل پرو و مجیک کیبورد را دارند.

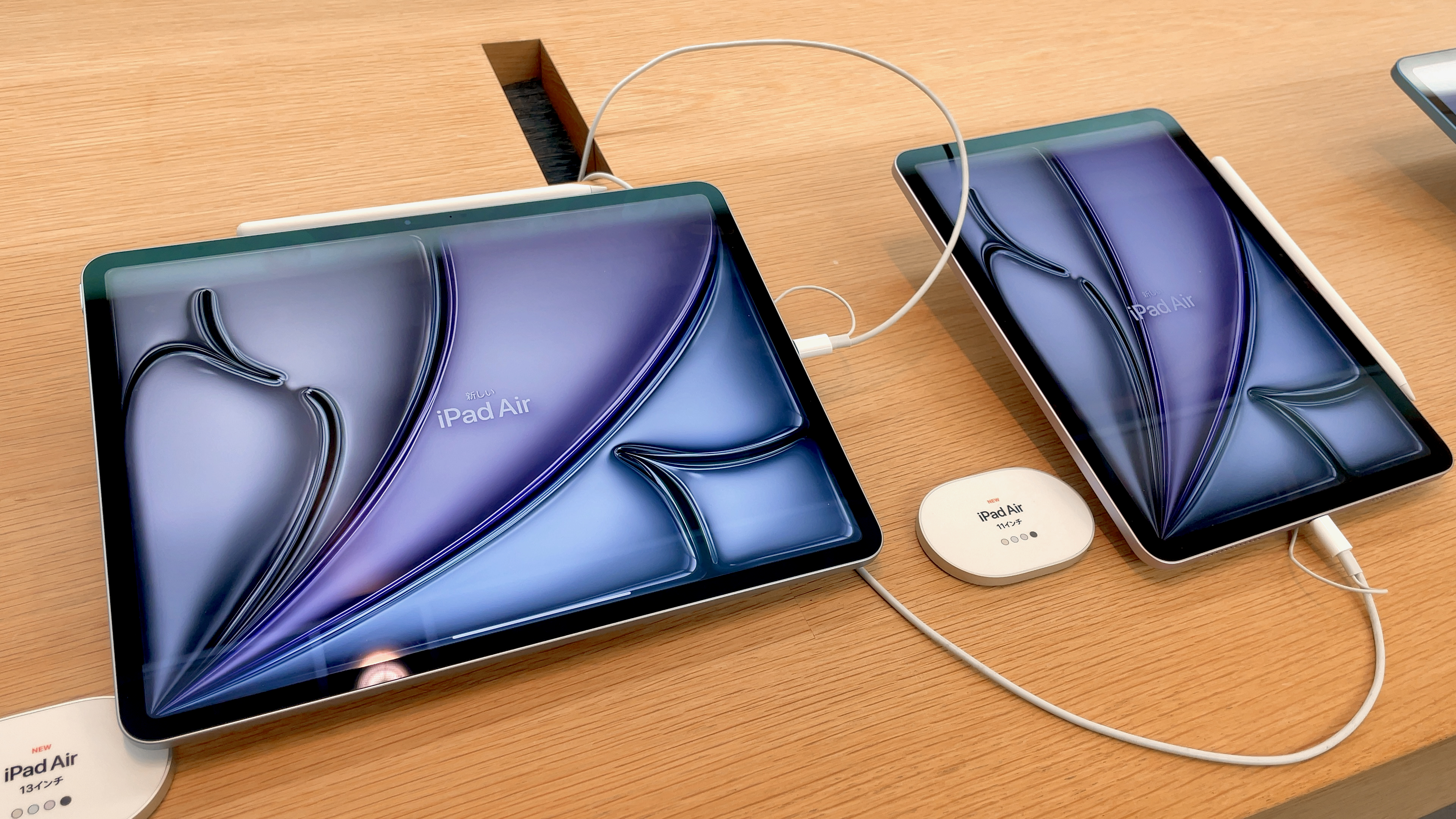
ایپد ایر های نسل ششم در ابعاد ۱۱ و ۱۳ اینچ